# خیابان تراماچی

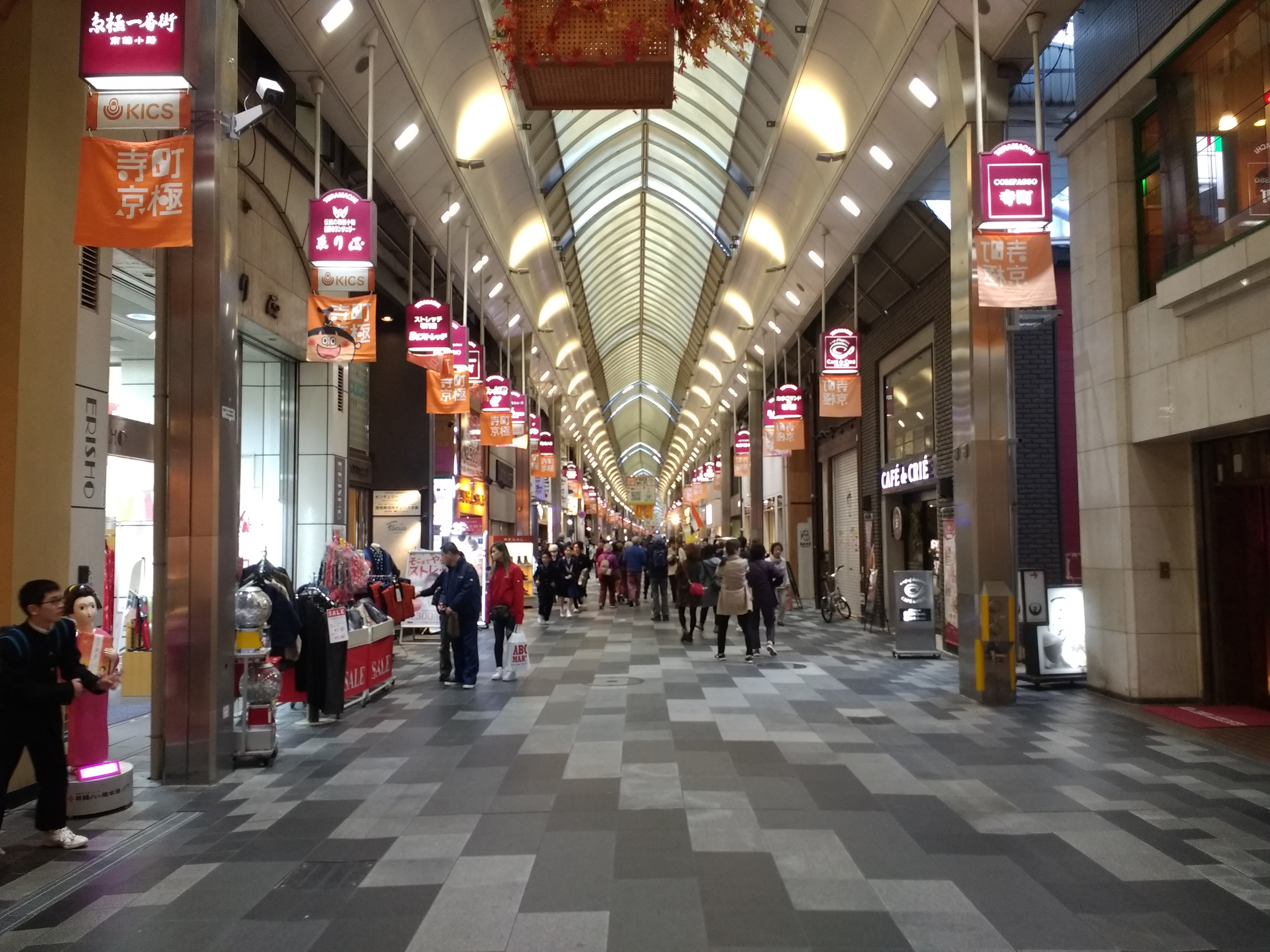
پاساژ و مغازه‌های خیابان تراماچی

خیابان تراماچی (به ژاپنی: 寺町通 てらまちどおり, teramachidōri)، یک خیابان تاریخی در کیوتو، ژاپن است که از شمال به جنوب از خیابان کورام گوچی تا خیابان گوجو، حدود ۴٫۶ کیلومتر امتداد دارد.